# 前进乡 (凌源市)
前进乡，是中华人民共和国辽宁省朝阳市凌源市下辖的一个乡镇级行政单位。

## 行政区划
前进乡下辖以下地区：
坤都沟门村、石门沟村、三道杖子村、雹神庙村和邹杖子村。